# Giro di Svizzera 2001
Il Giro di Svizzera 2001, sessantacinquesima edizione della corsa, valido come evento UCI categoria 2.HC, si svolse dal 19 al 28 giugno 2001 per un percorso di 1 412,5 km suddiviso in nove tappe precedute da un cronoprologo. Fu vinto dallo statunitense Lance Armstrong, che terminò la corsa in 35h 0' 6" alla media di 40,35 km/h. La vittoria gli fu poi tolta nel 2012 per doping ma non fu riassegnata a nessuno.
La gara partì da Rust, in Germania, con 136 ciclisti, dei quali 102 tagliarono il traguardo di Losanna.

## Tappe
| Tappa  | Data      | Percorso                            | km      | Vincitore di tappa  | Leader cl. generale |
| ------ | --------- | ----------------------------------- | ------- | ------------------- | ------------------- |
| Prol.  | 19 giugno | Rust (DEU) (Cron. individuale)      | 7,9     | Lance Armstrong     | Lance Armstrong     |
| 1ª     | 20 giugno | Rust (DEU) > Basilea                | 178,8   | Erik Zabel          | Lance Armstrong     |
| 2ª     | 21 giugno | Reinach > Baar                      | 162,7   | Gianluca Bortolami  | Gianluca Bortolami  |
| 3ª     | 22 giugno | Baar > Wildhaus                     | 144     | Aleksandr Vinokurov | Gianluca Bortolami  |
| 4ª     | 23 giugno | Widnau > San Gottardo               | 220,6   | Dmitrij Konyšev     | Wladimir Belli      |
| 5ª     | 24 giugno | Mendrisio > Mendrisio               | 174,1   | Sergej Ivanov       | Wladimir Belli      |
| 6ª     | 25 giugno | Locarno > Naters                    | 156,6   | Stefano Garzelli    | Wladimir Belli      |
| 7ª     | 26 giugno | Sion > Crans-Montana (Cronoscalata) | 25,1    | Lance Armstrong     | Lance Armstrong     |
| 8ª     | 27 giugno | Sion > Losanna                      | 166,8   | Erik Zabel          | Lance Armstrong     |
| 9ª     | 28 giugno | Losanna > Losanna                   | 175,9   | Oscar Camenzind     | Lance Armstrong     |
| Totale | Totale    | Totale                              | 1 412,5 |                     |                     |

## Squadre e corridori partecipanti
| N.    | Cod. | Squadra               |
| ----- | ---- | --------------------- |
| 1-8   | LAM  | Lampre-Daikin         |
| 11-18 | RAB  | Rabobank              |
| 21-28 | FAS  | Fassa Bortolo         |
| 31-38 | MAP  | Mapei-Quick Step      |
| 41-48 | DFF  | Domo-Farm Frites      |
| 51-58 | COF  | Cofidis               |
| 61-68 | TEL  | Team Deutsche Telekom |
| 71-78 | LIQ  | Liquigas-Pata         |
| 81-88 | USP  | US Postal Service     |

| N.      | Cod. | Squadra                      |
| ------- | ---- | ---------------------------- |
| 91-98   | TAC  | Tacconi Sport-Vini Caldirola |
| 101-108 | SAE  | Saeco                        |
| 111-118 | CST  | CSC-Tiscali                  |
| 121-128 | COA  | Team Coast-Buffalo           |
| 131-138 | FDJ  | Française des Jeux           |
| 141-148 | GST  | Team Gerolsteiner            |
| 151-158 | PHO  | Phonak Hearing Systems       |
| 161-168 | POS  | Post Swiss Team              |

## Dettagli delle tappe

### Prologo
- 19 giugno: Rust (Germania) – Cronometro individuale – 7,9 km

Risultati
| Pos. | Corridore        | Squadra     | Tempo |
| ---- | ---------------- | ----------- | ----- |
| SQ   | Lance Armstrong  | US Postal   | 9'44" |
| 2    | Laurent Jalabert | CSC-Tiscali | a 5"  |
| 3    | Tyler Hamilton   | US Postal   | a 5"  |

| Pos. | Corridore        | Squadra     | Tempo |
| ---- | ---------------- | ----------- | ----- |
| SQ   | Lance Armstrong  | US Postal   | 9'44" |
| 2    | Laurent Jalabert | CSC-Tiscali | a 5"  |
| 3    | Tyler Hamilton   | US Postal   | a 5"  |

### 1ª tappa
- 20 giugno: Rust > Basilea – 178,8 km

Risultati
| Pos. | Corridore      | Squadra       | Tempo    |
| ---- | -------------- | ------------- | -------- |
| 1    | Erik Zabel     | Deutsche Tel. | 4h26'49" |
| 2    | Paolo Bettini  | Mapei         | s.t.     |
| 3    | Saulius Ruškys | Gerolsteiner  | s.t.     |

| Pos. | Corridore        | Squadra      | Tempo    |
| ---- | ---------------- | ------------ | -------- |
| SQ   | Lance Armstrong  | US Postal    | 4h36'33" |
| 2    | Servais Knaven   | Domo-Farm F. | a 3"     |
| 3    | Laurent Jalabert | CSC-Tiscali  | a 5"     |

### 2ª tappa
- 21 giugno: Reinach > Baar – 162,7 km

Risultati
| Pos. | Corridore          | Squadra       | Tempo    |
| ---- | ------------------ | ------------- | -------- |
| 1    | Gianluca Bortolami | Tacconi Sport | 3h46'29" |
| 2    | Peter Wrolich      | Gerolsteiner  | s.t.     |
| 3    | Robert McEwen      | Domo-Farm F.  | a 2'53"  |

| Pos. | Corridore          | Squadra       | Tempo    |
| ---- | ------------------ | ------------- | -------- |
| 1    | Gianluca Bortolami | Tacconi Sport | 8h23'20" |
| 2    | Peter Wrolich      | Gerolsteiner  | a 6"     |
| SQ   | Lance Armstrong    | US Postal     | a 2'35"  |

### 3ª tappa
- 22 giugno: Baar > Wildhaus – 144 km

Risultati
| Pos. | Corridore           | Squadra       | Tempo    |
| ---- | ------------------- | ------------- | -------- |
| 1    | Aleksandr Vinokurov | Deutsche Tel. | 3h39'15" |
| 2    | Gilberto Simoni     | Lampre        | a 9"     |
| 3    | Laurent Jalabert    | CSC-Tiscali   | s.t.     |

| Pos. | Corridore           | Squadra       | Tempo     |
| ---- | ------------------- | ------------- | --------- |
| 1    | Gianluca Bortolami  | Tacconi Sport | 12h04'56" |
| 2    | Aleksandr Vinokurov | Deutsche Tel. | a 14"     |
| 3    | Peter Wrolich       | Gerolsteiner  | a 15"     |

### 4ª tappa
- 23 giugno: Widnau > San Gottardo – 220,6 km

Risultati
| Pos. | Corridore       | Squadra       | Tempo    |
| ---- | --------------- | ------------- | -------- |
| 1    | Dmitrij Konyšev | Fassa Bortolo | 5h56'08" |
| 2    | Gilberto Simoni | Lampre        | a 1'57"  |
| 3    | Wladimir Belli  | Fassa Bortolo | s.t.     |

| Pos. | Corridore       | Squadra       | Tempo     |
| ---- | --------------- | ------------- | --------- |
| 1    | Wladimir Belli  | Fassa Bortolo | 18h03'39" |
| 2    | Gilberto Simoni | Lampre        | a 1"      |
| SQ   | Lance Armstrong | US Postal     | a 25"     |

### 5ª tappa
- 24 giugno: Mendrisio > Mendrisio – 174,1 km

Risultati
| Pos. | Corridore           | Squadra       | Tempo    |
| ---- | ------------------- | ------------- | -------- |
| 1    | Sergej Ivanov       | Fassa Bortolo | 4h00'27" |
| 2    | Aleksandr Vinokurov | Deutsche Tel. | s.t.     |
| 3    | Laurent Jalabert    | CSC-Tiscali   | s.t.     |

| Pos. | Corridore       | Squadra       | Tempo     |
| ---- | --------------- | ------------- | --------- |
| 1    | Wladimir Belli  | Fassa Bortolo | 22h04'11" |
| 2    | Gilberto Simoni | Lampre        | a 1"      |
| SQ   | Lance Armstrong | US Postal     | a 25"     |

### 6ª tappa
- 25 giugno: Locarno > Naters – 156,6 km

Risultati
| Pos. | Corridore        | Squadra      | Tempo    |
| ---- | ---------------- | ------------ | -------- |
| 1    | Stefano Garzelli | Mapei        | 3h59'13" |
| 2    | Michele Bartoli  | Mapei        | a 4'23"  |
| 3    | Tomáš Konečný    | Domo-Farm F. | a 7'28"  |

| Pos. | Corridore       | Squadra       | Tempo     |
| ---- | --------------- | ------------- | --------- |
| 1    | Wladimir Belli  | Fassa Bortolo | 26h10'52" |
| 2    | Gilberto Simoni | Lampre        | a 1"      |
| SQ   | Lance Armstrong | US Postal     | a 25"     |

### 7ª tappa
- 26 giugno: Sion > Crans-Montana (Cronoscalata) – 25,1 km

Risultati
| Pos. | Corridore       | Squadra   | Tempo   |
| ---- | --------------- | --------- | ------- |
| SQ   | Lance Armstrong | US Postal | 47'18"  |
| 2    | Gilberto Simoni | Lampre    | a 1'25" |
| 3    | Tyler Hamilton  | US Postal | a 1'26" |

| Pos. | Corridore       | Squadra       | Tempo     |
| ---- | --------------- | ------------- | --------- |
| SQ   | Lance Armstrong | US Postal     | 26h58'25" |
| 2    | Gilberto Simoni | Lampre        | a 1'05"   |
| 3    | Wladimir Belli  | Fassa Bortolo | a 1'43"   |

### 8ª tappa
- 27 giugno: Sion > Losanna – 166,8 km

Risultati
| Pos. | Corridore      | Squadra       | Tempo    |
| ---- | -------------- | ------------- | -------- |
| 1    | Erik Zabel     | Deutsche Tel. | 4h02'17" |
| 2    | Saulius Ruškys | Gerolsteiner  | s.t.     |
| 3    | Robert McEwen  | Domo-Farm F.  | s.t.     |

| Pos. | Corridore       | Squadra       | Tempo     |
| ---- | --------------- | ------------- | --------- |
| SQ   | Lance Armstrong | US Postal     | 31h00'52" |
| 2    | Gilberto Simoni | Lampre        | a 1'02"   |
| 3    | Wladimir Belli  | Fassa Bortolo | a 1'34"   |

### 9ª tappa
- 28 giugno: Losanna > Losanna – 175,9 km

Risultati
| Pos. | Corridore        | Squadra     | Tempo    |
| ---- | ---------------- | ----------- | -------- |
| 1    | Oscar Camenzind  | Lampre      | 3h56'18" |
| 2    | Emmanuel Magnien | F. des Jeux | s.t.     |
| 3    | Christian Poos   | Post Swiss  | s.t.     |

| Pos. | Corridore       | Squadra       | Tempo     |
| ---- | --------------- | ------------- | --------- |
| SQ   | Lance Armstrong | US Postal     | 35h00'06" |
| 2    | Gilberto Simoni | Lampre        | a 1'02"   |
| 3    | Wladimir Belli  | Fassa Bortolo | a 1'34"   |

## Evoluzione delle classifiche
| Tappa              | Vincitore           | Classifica generale | Classifica a punti  | Classifica scalatori | Classifica Postfinance sprint | Classifica Feldschlösschen sprint | Classifica Tissot sprint | Classifica a squadre |
| ------------------ | ------------------- | ------------------- | ------------------- | -------------------- | ----------------------------- | --------------------------------- | ------------------------ | -------------------- |
| Prol.              | Lance Armstrong     | Lance Armstrong     | non assegnata       | non assegnata        | non assegnata                 | non assegnata                     | non assegnata            | US Postal Service    |
| 1ª                 | Erik Zabel          | Lance Armstrong     | Erik Zabel          | Lukas Zumsteg        | Lukas Zumsteg                 | Jason Phillips                    | Lukas Zumsteg            | US Postal Service    |
| 2ª                 | Gianluca Bortolami  | Gianluca Bortolami  | Erik Zabel          | Peter Wrolich        | Gianluca Bortolami            | Gianluca Bortolami                | Gianluca Bortolami       | Team Gerolsteiner    |
| 3ª                 | Aleksandr Vinokurov | Gianluca Bortolami  | Erik Zabel          | Peter Wrolich        | Lukas Zumsteg                 | Gianluca Bortolami                | Gianluca Bortolami       | Lampre-Daikin        |
| 4ª                 | Dmitrij Konyšev     | Wladimir Belli      | Erik Zabel          | Dmitrij Konyšev      | Lukas Zumsteg                 | Jason Phillips                    | Matthias Buxhofer        | Lampre-Daikin        |
| 5ª                 | Sergej Ivanov       | Wladimir Belli      | Laurent Jalabert    | Dmitrij Konyšev      | Lukas Zumsteg                 | Daniel Atienza                    | Niki Aebersold           | Lampre-Daikin        |
| 6ª                 | Stefano Garzelli    | Wladimir Belli      | Aleksandr Vinokurov | Dmitrij Konyšev      | Lukas Zumsteg                 | Daniel Atienza                    | Stefano Garzelli         | Lampre-Daikin        |
| 7ª                 | Lance Armstrong     | Lance Armstrong     | Aleksandr Vinokurov | Dmitrij Konyšev      | Lukas Zumsteg                 | Daniel Atienza                    | Stefano Garzelli         | Lampre-Daikin        |
| 8ª                 | Erik Zabel          | Lance Armstrong     | Erik Zabel          | Dmitrij Konyšev      | Lukas Zumsteg                 | Daniel Atienza                    | Stefano Garzelli         | Lampre-Daikin        |
| 9ª                 | Oscar Camenzind     | Lance Armstrong     | Erik Zabel          | Dmitrij Konyšev      | Lukas Zumsteg                 | Laurent Jalabert                  | Oscar Camenzind          | Lampre-Daikin        |
| Classifiche finali | Classifiche finali  | Lance Armstrong     | Erik Zabel          | Dmitrij Konyšev      | Lukas Zumsteg                 | Laurent Jalabert                  | Oscar Camenzind          | Lampre-Daikin        |

## Classifiche finali

### Classifica generale
| Pos. | Corridore           | Squadra       | Tempo     |
| ---- | ------------------- | ------------- | --------- |
| SQ   | Lance Armstrong     | US Postal     | 35h00'06" |
| 2    | Gilberto Simoni     | Lampre        | a 1'02"   |
| 3    | Wladimir Belli      | Fassa Bortolo | a 1'34"   |
| 4    | Beat Zberg          | Rabobank      | a 2'47"   |
| 5    | Aleksandr Vinokurov | Deutsche Tel. | a 2'48"   |
| 6    | Georg Totschnig     | Gerolsteiner  | a 2'58"   |
| 7    | Juan Manuel Gárate  | Lampre        | a 3'30"   |
| 8    | Manuel Beltrán      | Mapei         | a 3'37"   |
| 9    | Laurent Jalabert    | CSC-Tiscali   | a 3'46"   |
| 10   | Daniel Schnider     | F. des Jeux   | a 5'51"   |

### Classifica scalatori
| Pos. | Corridore         | Squadra       | Punti |
| ---- | ----------------- | ------------- | ----- |
| 1    | Dmitrij Konyšev   | Fassa Bortolo | 94    |
| 2    | Stefano Garzelli  | Mapei         | 42    |
| 3    | Gilberto Simoni   | Lampre        | 38    |
| 4    | Nicolas Jalabert  | CSC-Tiscali   | 38    |
| 5    | Matthias Buxhofer | Phonak        | 34    |

### Classifica a punti
| Pos. | Corridore           | Squadra       | Punti |
| ---- | ------------------- | ------------- | ----- |
| 1    | Erik Zabel          | Deutsche Tel. | 69    |
| 2    | Saulius Ruškys      | Gerolsteiner  | 67    |
| 3    | Aleksandr Vinokurov | Deutsche Tel. | 56    |
| 4    | Laurent Jalabert    | CSC-Tiscali   | 49    |
| 5    | Gilberto Simoni     | Lampre        | 44    |

### Classifica Postfinance sprint
| Pos. | Corridore        | Squadra       | Punti |
| ---- | ---------------- | ------------- | ----- |
| 1    | Lukas Zumsteg    | Phonak        | 15    |
| 2    | Stefano Garzelli | Mapei         | 12    |
| 3    | Bert Grabsch     | Phonak        | 12    |
| 4    | Dmitrij Konyšev  | Fassa Bortolo | 10    |
| 5    | Nicolas Jalabert | CSC-Tiscali   | 9     |

### Classifica Feldschlösschen sprint
| Pos. | Corridore        | Squadra      | Punti |
| ---- | ---------------- | ------------ | ----- |
| 1    | Nicolas Jalabert | CSC-Tiscali  | 12    |
| 2    | Daniel Atienza   | Cofidis      | 6     |
| 3    | Stefano Garzelli | Mapei        | 6     |
| 4    | Bert Grabsch     | Phonak       | 6     |
| 5    | Robert McEwen    | Domo-Farm F. | 6     |

### Classifica Tissot sprint
| Pos. | Corridore         | Squadra       | Punti |
| ---- | ----------------- | ------------- | ----- |
| 1    | Oscar Camenzind   | Lampre-Daikin | 6     |
| 2    | Stefano Garzelli  | Mapei         | 6     |
| 3    | Niki Aebersold    | Team Coast    | 6     |
| 4    | Matthias Buxhofer | Phonak        | 6     |
| 5    | Lukas Zumsteg     | Phonak        | 6     |

### Classifica squadre
| Pos. | Squadra               | Tempo      |
| ---- | --------------------- | ---------- |
| 1    | Lampre-Daikin         | 105h10'16" |
| 2    | Fassa Bortolo         | a 6'44"    |
| 3    | CSC-Tiscali           | a 14'27"   |
| 4    | Team Deutsche Telekom | a 19'05"   |
| 5    | US Postal Service     | a 19'22"   |